# Chimarra calawiti
Chimarra calawiti är en nattsländeart som beskrevs av Wolfram Mey 1995. Chimarra calawiti ingår i släktet Chimarra och familjen stengömmenattsländor. Inga underarter finns listade i Catalogue of Life.